# Nicolás Vergallo

a Compétitions nationales et continentales officielles uniquement.

b Matchs officiels uniquement.
Nicolás Vergallo, né le 20 août 1983 à Rosario (Argentine), est un joueur international argentin de rugby à XV qui évolue au poste de demi de mêlée.

## Biographie

### Carrière de joueur
Il connaît sa première cape internationale en équipe d'Argentine le 3 décembre 2005 contre l'équipe des Samoa.
Déménageant en Europe, il évolue à partir de 2008 au sein de l'effectif de l'Union sportive dacquoise tout juste promue en Top 14, paraphant un premier contrat de deux saisons.
En 2010, il retrouve le Top 14 en intégrant l'effectif du Stade toulousain. Fin octobre 2012, ce dernier le libère de son contrat.
Il s'engage avec la franchise sud africaine des Southern Kings en 2013 et découvre le Super Rugby. Il revient ensuite au Lyon OU en qualité de joker médical.
En 2014, il s'engage au Tarbes Pyrénées Rugby, d'abord en Pro D2 puis en Fédérale 1. Il quitte le club à l'intersaison 2018 après quatre saisons, et prend par la même occasion sa retraite professionnelle.
Rentré en Argentine, il retrouve les terrains sous le maillot de son club formateur, le Jockey Club Rosario.

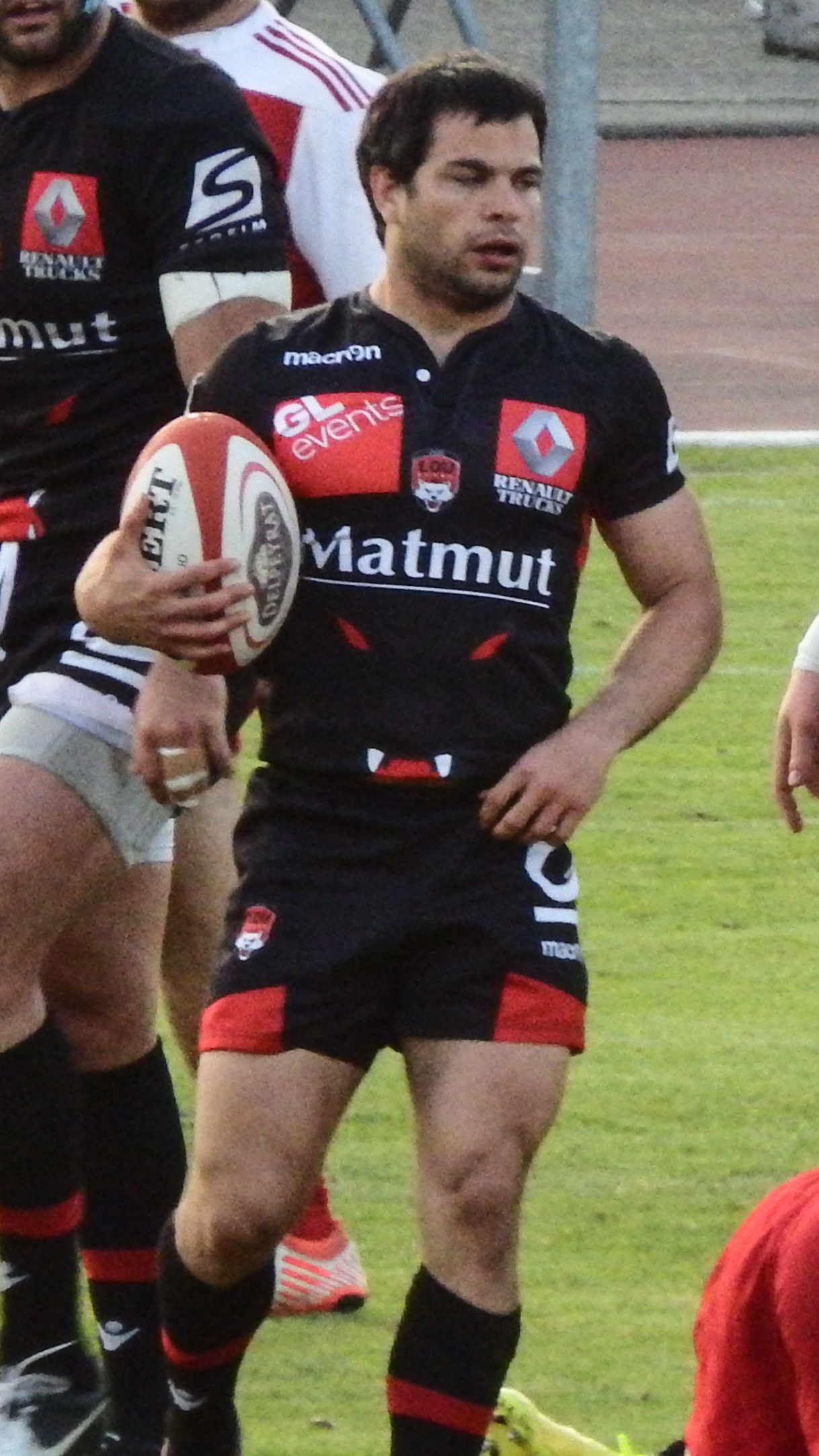
Nicolás Vergallo avec le LOU en 2014.
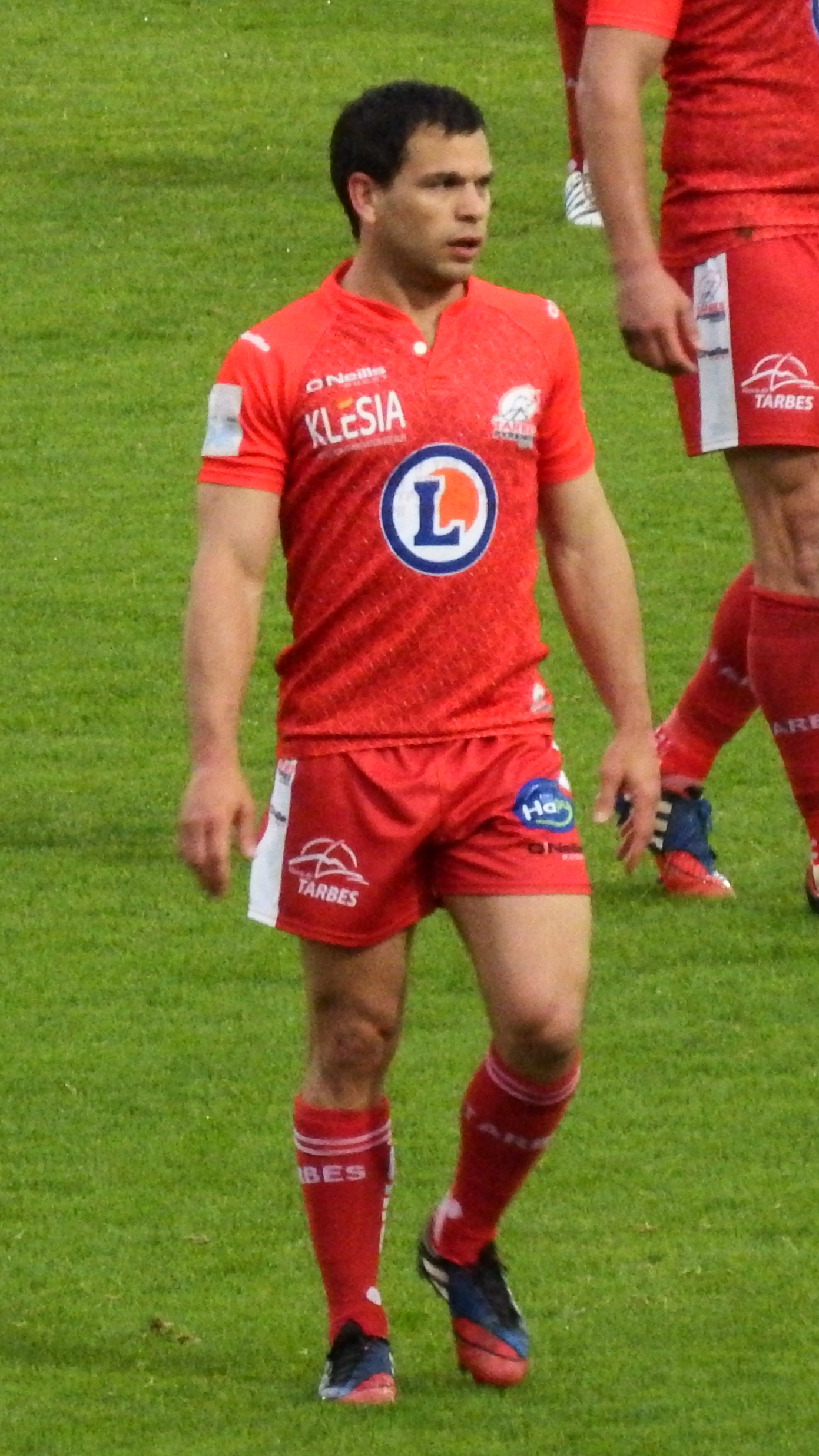
Nicolás Vergallo avec le Tarbes PR en 2016.
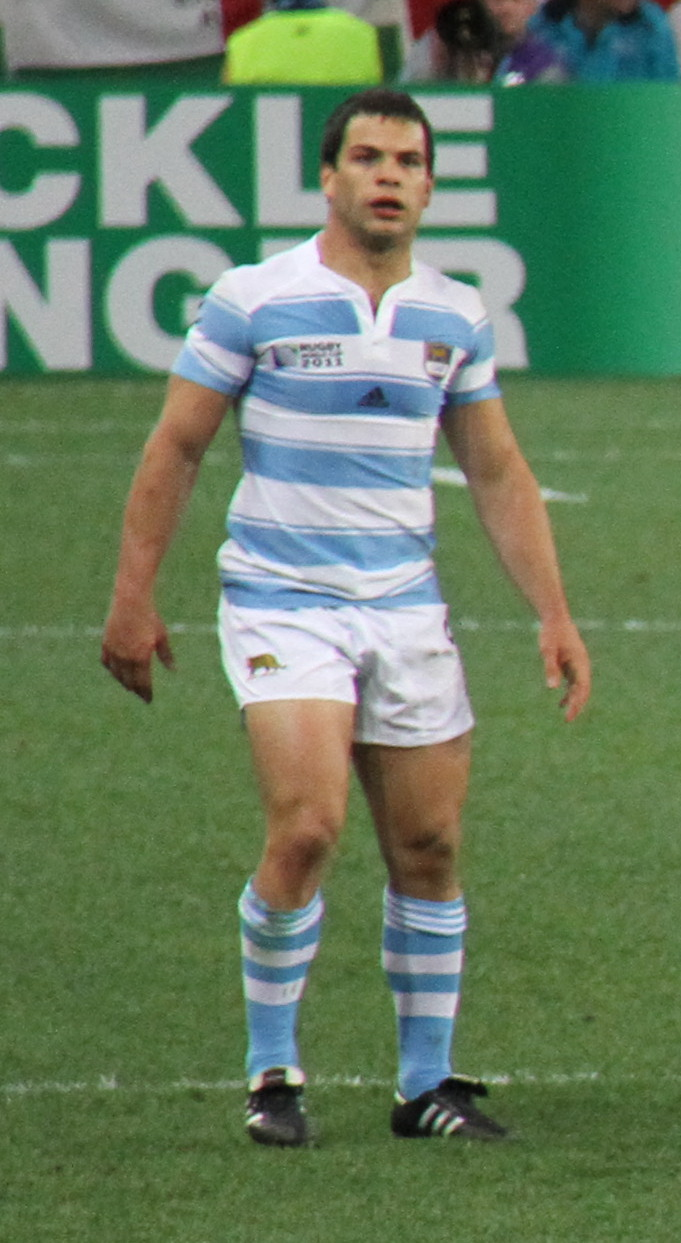
Nicolás Vergallo avec l'Argentine en 2011.

### Carrière d'entraîneur
Vergallo entre pour la saison 2024 dans l'encadrement technique des Pampas, équipe engagée en Súper Rugby Américas, auprès de l'entraîneur en chef Juan Manuel Leguizamón.
Il fait plus tard partie des entraîneurs assistants d'« Argentine XV », l'équipe réserve nationale, lors des tournées de 2024 et 2025.

## Palmarès
- Championnat de France :
  - Champion : 2011 et 2012 avec le Stade toulousain
- Championnat de France de 2e division :
  - Champion : 2014 avec le Lyon OU

## Statistiques en équipe nationale
Nicolás Vergallo compte 35 capes, dont 27 en tant que titulaire, avec l'équipe d'Argentine. Il fait ses débuts le 6 mai 2005 contre la Chili.
Il participe notamment à une édition du Rugby Championship, en 2012, pour un total de cinq rencontres.
Nicolás Vergallo participe également à une édition de la Coupe du monde en 2011 où il joue contre l'Angleterre, la  Roumanie, l'Écosse, la  Géorgie et la Nouvelle-Zélande.